# Gabinet Krištopans
El gabinet Krištopans fou el govern de Letònia entre el 26 de novembre de 1998 i el 16 de juliol de 1999. Estava liderat pel Primer Ministre Vilis Krištopans. El seu mandat començà el 26 de novembre de 1998, després de les eleccions de 1998. Fou substituït pel tercer Gabinet Šķēle el 16 de juliol de 1999, després de la dimissió de Krištopans.

## Composició
Llista dels ministeris de Letònia encapçalats per ministres del Gabinet Krištopans:
| Càrrec                                                                           | Nom                       | Partit                            | Dates                                           |
| -------------------------------------------------------------------------------- | ------------------------- | --------------------------------- | ----------------------------------------------- |
| Primer Ministre                                                                  | Vilis Krištopans          | Via Letona                        | 26 de novembre de 1998 – 16 de juliol de 1999   |
| Viceprimer Ministre                                                              | Anatolijs Gorbunovs       | Via Letona                        | 26 de novembre de 1998 – 16 de juliol de 1999   |
| Viceprimer Ministre per Afers de la Unió Europea                                 | Guntars Krasts            | Per la Pàtria i la Llibertat/LNNK | 26 de novembre de 1998 – 16 de juliol de 1999   |
| Ministre de Defensa                                                              | Ģirts Valdis Kristovskis  | Per la Pàtria i la Llibertat/LNNK | 26 de novembre de 1998 – 16 de juliol de 1999   |
| Ministre d'Afers Exteriors                                                       | Valdis Birkavs            | Via Letona                        | 26 de novembre de 1998 – 16 de juliol de 1999   |
| Ministre d'Economia                                                              | Ainārs Šlesers            | Nou Partit                        | 26 de novembre de 1998 – 10 de maig de 1999     |
| Ministre d'Economia                                                              | Vilis Krištopans (interí) | Via Letona                        | 11 de maig de 1999 – 19 de maig de 1999         |
| Ministre d'Economia                                                              | Ingrīda Ūdre              | Nou Partit                        | 20 de maig de 1999 – 16 de juliol de 1999       |
| Ministre de Finances                                                             | Ivars Godmanis            | Via Letona                        | 26 de novembre de 1998 – 16 de juliol de 1999   |
| Ministre de l'Interior                                                           | Roberts Jurdžs            | Per la Pàtria i la Llibertat/LNNK | 26 de novembre de 1998 – 16 de juliol de 1999   |
| Ministre d'Educació i Ciència                                                    | Jānis Gaigals             | Via Letona                        | 26 de novembre de 1998 – 16 de juliol de 1999   |
| Ministre de Cultura                                                              | Karina Pētersone          | Via Letona                        | 26 de novembre de 1998 – 16 de juliol de 1999   |
| Ministre de Benestar                                                             | Vladimirs Makarovs        | Per la Pàtria i la Llibertat/LNNK | 26 de novembre de 1998 – 16 de juliol de 1999   |
| Ministre de Transport                                                            | Anatolijs Gorbunovs       | Via Letona                        | 26 de novembre de 1998 – 16 de juliol de 1999   |
| Ministre de Justícia                                                             | Ingrīda Labucka           | Nou Partit                        | 26 de novembre de 1998 – 16 de juliol de 1999   |
| Ministre per la Protecció del Medi Ambient i el Desenvolupament Regional         | Vents Balodis             | Per la Pàtria i la Llibertat/LNNK | 26 de novembre de 1998 – 16 de juliol de 1999   |
| Ministre d'Agricultura                                                           | Vilis Krištopans (interí) | Via Letona                        | 26 de novembre de 1998 – 23 de desembre de 1998 |
| Ministre d'Agricultura                                                           | Vents Balodis             | Per la Pàtria i la Llibertat/LNNK | 23 de desembre de 1998 – 4 de febrer de 1999    |
| Ministre d'Agricultura                                                           | Pēteris Salkazanovs       | Partit Socialdemòcrata Obrer Letó | 5 de febrer de 1999 – 16 de juliol de 1999      |
| Ministre d'Estat per la Revitalització Nacional                                  | Aija Poča                 | Via Letona                        | 26 de novembre de 1998 – 16 de juliol de 1999   |
| Ministre d'Estat de Medi Ambient                                                 | Inese Vaidere             | Per la Pàtria i la Llibertat/LNNK | 26 de novembre de 1998 – 16 de juliol de 1999   |
| Ministre d'Estat de Salut                                                        | Viktors Jaksons           | Per la Pàtria i la Llibertat/LNNK | 20 de maig de 1999 – 16 de juliol de 1999       |
| Ministre d'Estat d'Educació Superior i Ciència                                   | Tatjana Koķe              | Nou Partit                        | 20 de maig de 1999 – 16 de juliol de 1999       |
| Ministre d'Estat de Boscos                                                       | Gints Kaktiņš             | Partit Socialdemòcrata Obrer Letó | 20 de maig de 1999 – 16 de juliol de 1999       |
| Ministre Especial per la Reforma de l'Administració de l'Estat i el Govern Local | Jānis Bunkšs              | Via Letona                        | 26 de novembre de 1998 – 16 de juliol de 1999   |
| Ministre Especial per la Cooperació i Institucions Financeres Internacionals     | Roberts Zīle              | Per la Pàtria i la Llibertat/LNNK | 26 de novembre de 1998 – 16 de juliol de 1999   |